# Staffan Lindh
Anders Fredrik Staffan Lindh, född 19 december 1931 i Ludvika, Kopparbergs län, död 11 oktober 2017, var en svensk konstnär.
Staffan Lindh var son till advokaten Helmer Lindh och Rut Hybinette. Efter studentexamen 1953 var han elev vid Signe Barths målarskola 1954 och gick på Konstakademien 1954–1961. Han har bland annat haft separatutställningar i Lilla Paviljongen (1959) och De Unga (1962). Han har deltagit i samlingsutställningar i Stockholm och Lund, vandringsutställningen Konst i skolan, Konstfrämjandet och Riksförbundet för bildande konst. Bland hans arbeten märks landskap och figurkompositioner. Han finns representerad vid Norrköpings konstmuseum.
Staffan Lindh medverkade 2013 i en dokumentär av Tom Alandh som handlade om den mördade dottern Anna Lindh.
Han var från 1953 gift med lågstadieläraren Nancy Westman (1932–2005), dotter till Gotthard Westman och Annie Sjödin. De fick två döttrar: politikern Anna Lindh (1957–2003) och Sara Lindh (född 1967).